# Station Voorhout
Station Voorhout is een spoorwegstation in het Zuid-Hollandse Voorhout aan de spoorlijn Amsterdam - Haarlem - Rotterdam (Oude Lijn). Het eerste station van Voorhout werd geopend in 1892 en werd gesloten op 17 september 1944. Op 1 maart 1997 werd het nieuwe station Voorhout geopend, bestaande uit twee zijperrons.

## Treinen
Het station wordt in de dienstregeling 2025 door de volgende treinserie bediend:
| Serie | Treinsoort    | Route                                                                              | Bijzonderheden                                                                        |
| ----- | ------------- | ---------------------------------------------------------------------------------- | ------------------------------------------------------------------------------------- |
| 6300  | Sprinter (NS) | (Den Haag Centraal – ) Leiden Centraal – Voorhout – Heemstede-Aerdenhout – Haarlem | Rijdt na 20:00 uur en op vrijdag en in het weekend tussen Leiden Centraal en Haarlem. |

## Bussen
Bij station Voorhout ligt een bushalte voor streekBuzz lijnen 55 (Voorhout - Leiden - Voorschoten), 57 (Sassenheim - Lisse), 90 (Sassenheim - Noordwijkerhout (- Wassenaar Duinrell)) en snelBuzz 361 (Schiphol Airport - Noordwijk) van Qbuzz.

## Ontwikkeling aantal reizigers
Het aantal door NS vervoerde reizigers (per gemiddelde werkdag) ontwikkelde zich sedert 2019 als volgt:
| Jaar | Aantal reizigers |
| ---- | ---------------- |
| 2019 | 3.435            |
| 2020 | 1.545            |
| 2021 | 1.662            |
| 2022 | 2.362            |
| 2023 | 2.815            |
| 2024 | 2.904            |

## Afbeeldingen

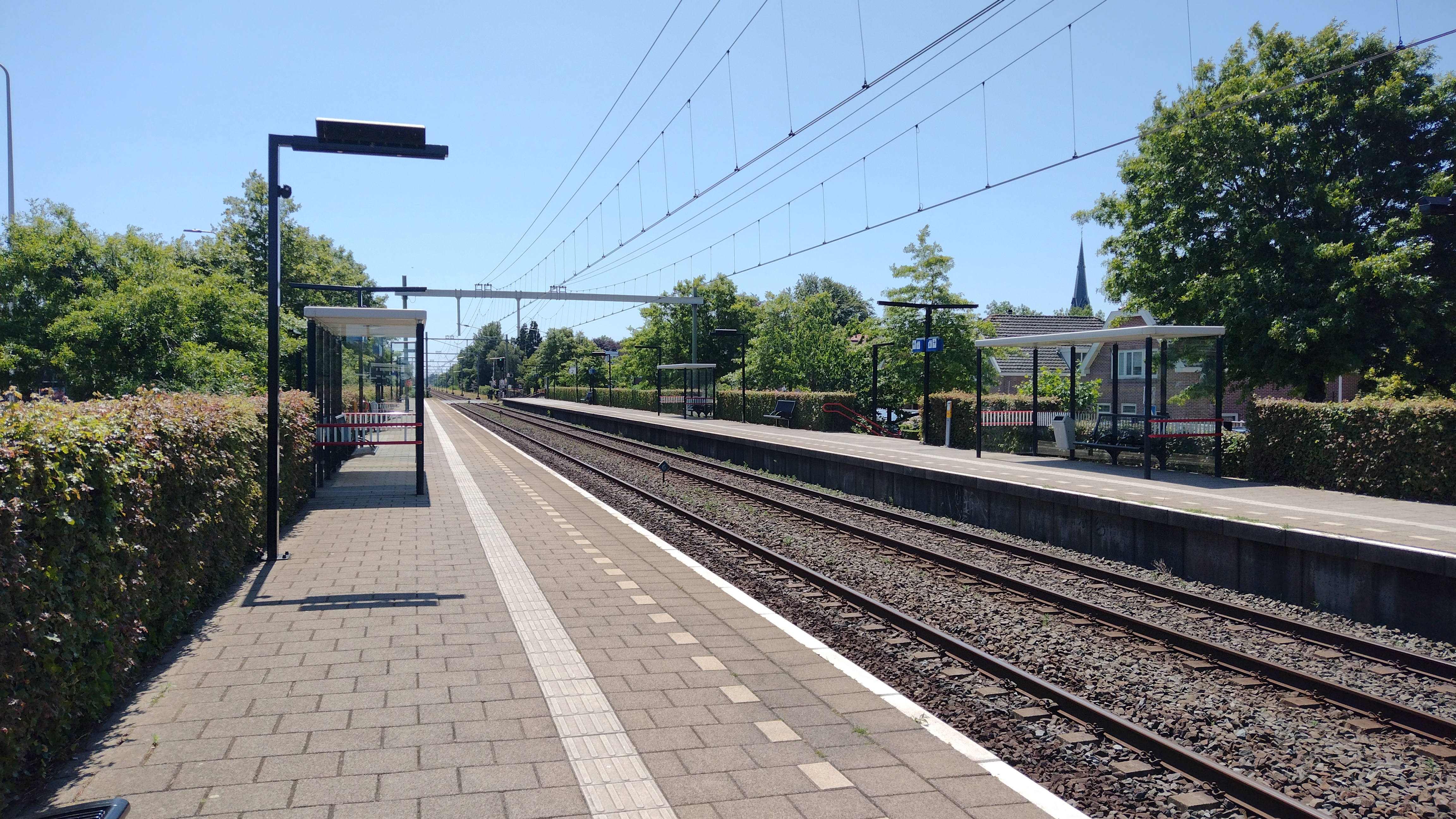
Perrons van station Voorhout.
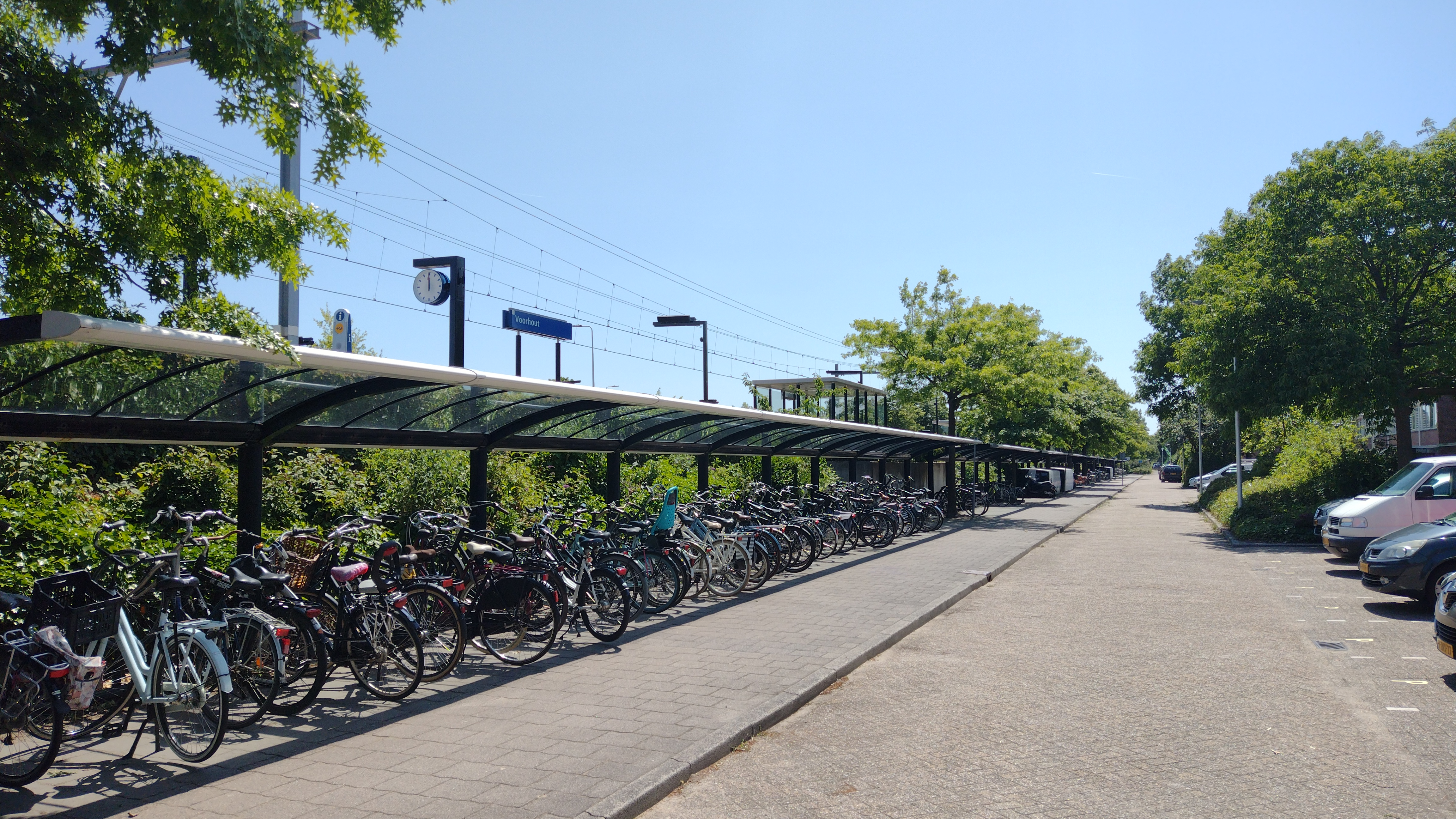
Fietsenstalling.
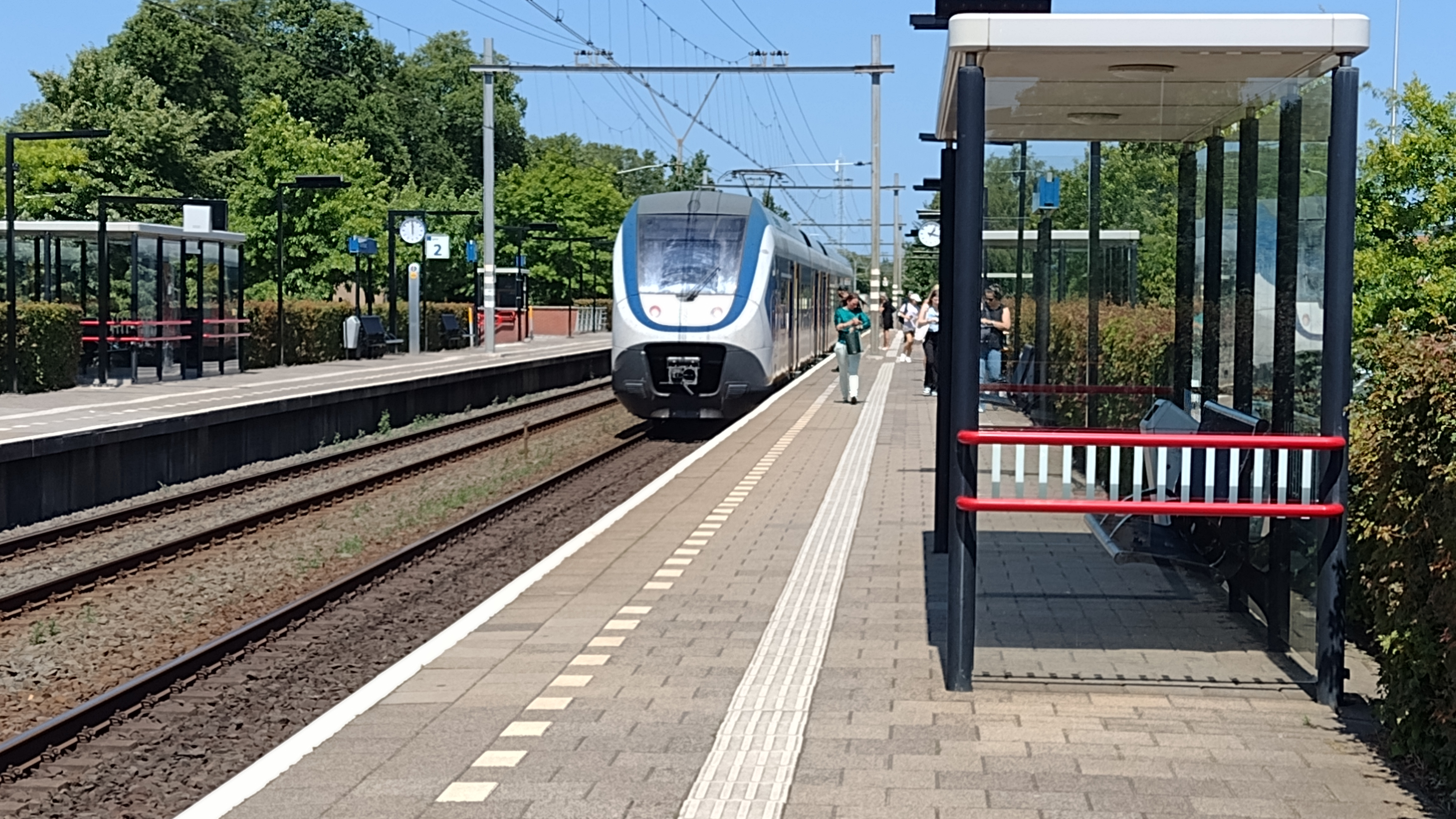
Sprinter (SLT) op het station.
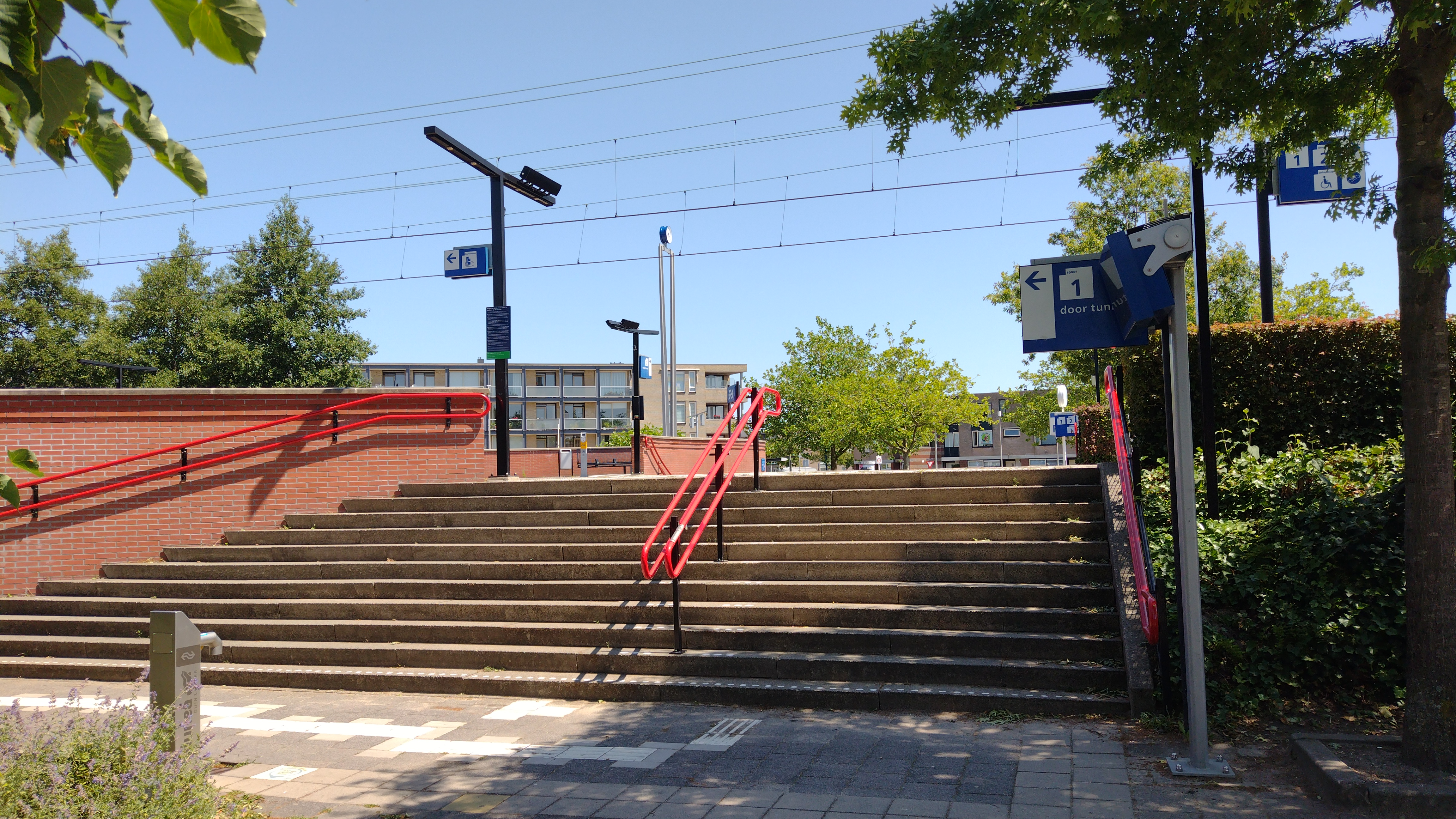
Trap naar het perron.

−1: Amsterdam Centraal ·
−1: Amsterdam Westerdok ·
0: Amsterdam Willemspoort ·
0: Amsterdam d'Eenhonderd Roe ·
3: Amsterdam Sloterdijk ·
9: Halfweg-Zwanenburg ·
14: Haarlem Spaarnwoude
17: Haarlem ·
21: Heemstede-Aerdenhout ·
25: Vogelenzang ·
28: Hillegom ·
30: Veenenburg ·
32: Lisse ·
36: Piet Gijzenbrug ·
38: Voorhout ·
41: Postbrug ·
42: Warmond ·
46: Leiden Centraal ·
48: De Vink ·
51: Voorschoten ·
54: Statistiek ·
57: Den Haag Mariahoeve ·
59: Den Haag Laan van NOI ·
61: Den Haag HS ·
63: Den Haag Moerwijk ·
65: Rijswijk ·
69: Delft ·
71: Delft Campus ·
77: Kethel ·
80: Schiedam Centrum ·
82: Beukelsdijk ·
84: Rotterdam Delftse Poort ·
84: Rotterdam Centraal
Alphen a/d Rijn ·
Arkel · 
Barendrecht · 
Bodegraven · 
Boskoop · 
-Snijdelwijk · 
Boven Hardinxveld · 
Capelle Schollevaar · 
De Vink · 
Delft · 
-Campus · 
Den Haag:
-Centraal · 
-HS ·
-Laan van NOI · 
-Mariahoeve · 
-Moerwijk · 
-Ypenburg · 
Dordrecht · 
-Stadspolders ·
-Zuid ·
Gorinchem · 
Gouda · 
-Goverwelle · 
Hardinxveld:
-Blauwe Zoom · 
-Giessendam · 
Hillegom · 
Lansingerland-Zoetermeer · 
Leiden:
-Centraal · 
-Lammenschans · 
Nieuwerkerk a/d IJssel · 
Rijswijk · 
Rotterdam:
-Alexander · 
-Blaak · 
-Centraal · 
-Lombardijen · 
-Noord · 
-Stadion · 
-Zuid · 
Sassenheim · 
Schiedam Centrum · 
Sliedrecht · 
-Baanhoek · 
Voorburg · 
Voorhout · 
Voorschoten ·
Waddinxveen · 
-Noord ·
-Triangel ·
Zoetermeer · 
-Oost · 
Zwijndrecht
Geplande stations:
Gorinchem Noord · Hazerswoude-Koudekerk · Schiedam Kethel
Voormalige stations: zie de lijst van voormalige spoorwegstations in Zuid-Holland